# Rura cylindryczna

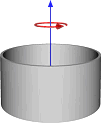
Rura cylindryczna

Rura cylindryczna – bryła geometryczna, intuicyjnie będąca walcem z wyciętym, okrągłym środkiem. Podstawę stanowi pierścień kołowy.

## Wzory
- {\displaystyle R} – promień walca zewnętrznego
- {\displaystyle r} – promień walca wewnętrznego
- {\displaystyle h} – wysokość obu walców.

Wzór na objętość rury cylindrycznej:
{\displaystyle V=\pi \cdot h\cdot (R^{2}-r^{2})}